# Sivčina
Sivčina (en serbe cyrillique : Сивчина) est un village de Serbie situé dans la municipalité d’Ivanjica, district de Moravica. Au recensement de 2011, il comptait 191 habitants.

## Démographie
| 1948  | 1953  | 1961  | 1971 | 1981 | 1991 | 2002 | 2011 |
| ----- | ----- | ----- | ---- | ---- | ---- | ---- | ---- |
| 1 107 | 1 164 | 1 070 | 837  | 650  | 391  | 252  | 191  |

|  |